# 파라마운트 파인 푸즈 센터
파라마운트 파인 푸즈 센터(영어: Paramount Fine Foods Centre)는 캐나다 온타리오주 미시소가에 위치한 실내 경기장이다. 과거 NBL 캐나다 미시소가 파워의 홈경기장있으면, 현재 G 리그 랩터스 905의 홈경기장으로 사용되고 있다.